# 約翰·古德曼
約翰·史蒂芬·古德曼（1952年6月20日—）是一位美國男演員。較著名的是在ABC電視劇《羅斯安家庭生活》（1988年至1997年）中飾演丹·康納，為此贏得金球獎最佳電視影集男演員-音樂及喜劇類。

## 作品列表

### 電影
- 1983：《奔向墨西哥》-Herbert
- 1983：《倖存者》-Commando
- 1984：《兩光大笨賊》-Cracker
- 1984：《地下怪物》-在吃晚餐的警察
- 1984：《瑪麗亞的情人》-Frank
- 1984：《菜鳥大反攻》-Coach Harris
- 1985：《甜蜜夢幻》-Otis
- 1986：《真實故事》-Louis Fyne
- 1987：《大出意外》-Det. Louis Fyne
- 1987：《撫養亞利桑那》-Gale Snoats
- 1987：《夜賊》-Det. Nyswander
- 1988：《錯誤的傢伙》-Duke Earle
- 1988：《頭條笑料》-John Krytsick
- 1988：《愛到最高點》-Lawrence
- 1989：《激情劊子手》-Det. Sherman Touhey
- 1989：《直到永遠》-Al Yackey
- 1990：《史黛拉》-Ed Munn
- 1990：《小魔星》-Delbert McClintock
- 1991：《爆笑家族》-Ralph Hampton Gainesworth Jones
- 1991：《巴頓芬克》-Charlie Meadows/Karl Mundt
- 1992：《全壘打王》-貝比·魯斯
- 1992：《Frosty Returns》-Frosty the Snowman（配音）
- 1993：《蟻人》-Lawrence Woolsey
- 1993：《佳人有約》-Harry Brock
- 1993：《恐龍物語之回到未來》-雷克斯恐龍（配音）
- 1994：《金錢帝國》-紀錄片解說員（配音）
- 1994：《石頭族樂園》-弗萊德·弗林史東
- 1996：《超級播報員》-Alan Davenport
- 1996：《今生情與恨》-Major Frank Wirtanen
- 1997：《寄居小奇兵》-Ocious P. Potter
- 1998：《暫時停止接觸》-Jonesy
- 1998：《福祿雙霸天2000》-"Mighty" Mack McTeer
- 1998：《謀殺綠腳趾》-沃爾特·索布查克
- 1998：《反目成仇》-Mayor Adrian Riggins（未掛名）
- 1998：《紅鼻子馴鹿魯道夫》-聖誕老人（配音）
- 1999：《賭命人》-Deepthroat
- 1999：《穿梭鬼門關》-Larry
- 1999：《終極獵殺》-Judge Joe B. Tolliver
- 2000：《你混那個星球的》-Roland Jones
- 2000：《霹靂高手》-Daniel 'Big Dan' Teague
- 2000：《鹿兄鼠弟》-俄克拉何馬州高速公路巡警（客串）
- 2000：《女狼俱樂部》-William James Sanford
- 2000：《變身國王》-貝查（配音）
- 2001：《我的第一先生》-Benjamin
- 2001：《仲夏夜春夢》-Det. Dehling
- 2001：《兩個故事一個啟示》-Marty Livingston（片段：「Non-Fiction」）
- 2001：《Happy Birthday》-院長
- 2001：《怪獸電力公司》-詹姆斯·P·「薩利」·蘇利文（配音）
- 2002：《大眼仔的新車》-詹姆斯·P·「薩利」·蘇利文（配音，短片）
- 2002：《非法交易》-Tony
- 2003：《巴布狄倫之假面與匿名》-Uncle Sweetheart
- 2003：《森林王子2》-巴魯（配音）
- 2004：《新生訓練營》-Rodney
- 2004：《大紅狗》-George Wolfsbottom（配音）
- 2004：《飛越情海》-Steve 'Boom Boom' Blauner
- 2005：《舞動心方向》-Steve Mills
- 2005：《變身國王2：高剛外傳》-貝查（配音，錄影帶首映）
- 2006：《汽車總動員》-詹姆斯·P·「萨利」·蘇利文（配音，客串）
- 2006：《今年沒有聖誕老人》-聖誕老人
- 2006：《Tales of the Rat Fink》-Ed "Big Daddy" Roth（配音，紀錄片）
- 2007：《非法制裁》-Bones Darley
- 2007：《王牌天神續集》-Congressman Long
- 2007：《蜂電影》-Layton T. Montgomery（配音）
- 2008：《駭速快手》-駭速老爹
- 2008：《巨大》-Al Lolly
- 2009：《購物狂的異想世界》-Graham Bloomwood
- 2009：《迷霧獵殺》-Julie 'Baby Feet' Balboni
- 2009：《阿拉巴馬的月亮》-Mr. Wellington
- 2009：《Beyond All Boundaries》-Capt. Edwin Simmons（配音，短片）
- 2009：《公主與青蛙》-Eli "Big Daddy" La Bouff（配音）
- 2009：《A Sewer Runs Through It》-旁白
- 2009：《聖袍天下：驚世女教皇》-教宗色爾爵二世
- 2009：《醉船》-Mr. Fletcher
- 2011：《大藝術家》-Al Zimmer
- 2011：《血國》-ATF Special Agent Keenan
- 2011：《心靈鑰匙》-Stan the Doorman
- 2012：《派拉諾曼：靈動小子》-Mr. Prendergast（配音）
- 2012：《官賤對決》-Scott Talley（客串）
- 2012：《人生決勝球》-Pete Klein
- 2012：《亞果出任務》-約翰·錢伯斯
- 2012：《機密真相》-Harling Mays
- 2013：《醉後大丈夫3》-Marshall
- 2013：《實習大叔》-Sammy Boscoe（未掛名）
- 2013：《怪獸大學》-詹姆斯·P·「萨利」·蘇利文（配音）
- 2013：《醉鄉民謠》-Roland Turner
- 2014：《大尋寶家》-Capt. Walter Garfield
- 2014：《派對焦點》-詹姆斯·P·「萨利」·蘇利文（配音，短片）
- 2014：《變形金剛4：絕跡重生》-探長（配音）[2]
- 2014：《玩命賭徒》-Frank
- 2015：《好奇猴喬治3》-Hal Houston（配音，錄影帶首映）
- 2015：《好萊塢的黑名單》-Frank King
- 2015：《聖誕好家在》-Sam
- 2016：《科洛弗10號地窖》-Howard Stambler
- 2016：《拉捷特與克拉克》-Grimroth Razz（配音）
- 2016：《愛國者行動》-Ed Davis
- 2017：《金剛：骷髏島》-Randa
- 2017：《極凍之城》-Emmett Kurzfeld
- 2017：《变形金刚5：最后的骑士》-探長（配音）
- 2017：《搶救巴迪》-Dave Phillips
- 2017：《星際特工瓦雷諾：千星之城》-Igon Siruss（配音）
- 2019：《異類占領》-Mulligan

### 電視劇
- 1980：《The Mystery of the Morro Castle》-George Rogers
- 1983：《The Face of Rage》-Fred（電視電影）
- 1983：《Heart of Steel》-Raymond Bohupinsky（電視電影）
- 1983：《酋長》-Newt "Tub" Murray（短劇，1集）
- 1987：《都市奇俠》-Harold Winter（1集）
- 1987：《雙面嬌娃》-Donald Chase（1集）
- 1987：《謀殺令》-Hugh Rayburn（電視電影）
- 1988-1997：《羅斯安家庭生活》-丹·康納（209集）
- 1989-2013：《週六夜現場》-主持人（13集）
- 1995：《Kingfish: A Story of Huey P. Long》-休伊·皮爾斯·朗（電視電影）
- 1995：《慾望街車》-Harold "Mitch" Mitchell（電視電影）
- 1999：《換腦特工》-Michael Wiseman（1集）
- 1999：《辛普森家庭》-Meathook（配音，1集）
- 1999：《乃出個未來》-機器聖誕老人（配音，1集）
- 2000：《平常的俄亥俄》-William "Butch" Gamble（13集）
- 2001：《恐龍紀元》-旁白（電視電影）
- 2003-2004：《白宮風雲》-Glen Allen Walken（4集）
- 2004-2005：《獅王的榮耀》-Larry（配音，15集）
- 2004-2005：《宇宙中心》-John Barnett（12集）
- 2006：《日落大道60號演播室》-Judge Bobby Bebe（2集）
- 2007：《一家之主》-Tommy（配音，1集）
- 2007-2008：《變身國王上學記》-Pacha（配音，第2季）
- 2010：《死亡醫生》-Neal Nicol（電視電影）
- 2010-2011：《劫後餘生》-Creighton Bernette（13集）
- 2011：《法網裂痕》-Howard T. Erickson（10集）
- 2011-2012：《廢柴聯盟》-Vice Dean Robert Laybourne（6集）
- 2012：《海綿寶寶》-聖誕老人（配音，1集）
- 2013：《邊緣之舞》-Masterson（5集）
- 2013至今：《阿爾法屋》-Gil John Biggs（21集）